# Discografia di Rod Stewart
La discografia di Rod Stewart contiene i dischi pubblicati dal 1964 in poi.

## Album in studio
- 1969 - An Old Raincoat Won't Ever Let You Down[1] (Mercury Records)
- 1970 - Gasoline Alley (Mercury Records)
- 1971 - Every Picture Tells a Story (Mercury Records)
- 1972 - Never a Dull Moment (Mercury Records)
- 1974 - Smiler (Mercury Records)
- 1975 - Atlantic Crossing (Warner Bros.)
- 1976 - A Night on the Town (Warner Bros.)
- 1977 - Foot Loose & Fancy Free (Warner Bros.)
- 1978 - Blondes Have More Fun (Warner Bros.)
- 1980 - Foolish Behaviour (Rhino Records)
- 1981 - Tonight I'm Yours (Warner Bros.)
- 1983 - Body Wishes (Warner Bros.)
- 1984 - Camouflage (Warner Bros.)
- 1986 - Every Beat of My Heart (Warner Bros.)
- 1988 - Out of Order (Warner Bros.)
- 1991 - Vagabond Heart (Warner Bros.)
- 1995 - A Spanner in the Works (Warner Bros.)
- 1998 - When We Were the New Boys (Warner Bros.)
- 2001 - Human (Atlantic Records)
- 2002 - It Had to Be You: The Great American Songbook (J Records)
- 2003 - As Time Goes By: The Great American Songbook 2 (J Records)
- 2004 - Stardust: The Great American Songbook 3 (J Records)
- 2005 - Thanks for the Memory: The Great American Songbook 4 (J Records)
- 2006 - Still the Same... Great Rock Classics of Our Time (J Records)
- 2009 - Soulbook (J Records)
- 2010 - Once in a Blue Moon: The Lost Album (Rhino Records)
- 2010 - Fly Me to the Moon...The Great American Songbook Volume V (J Records)
- 2012 - Merry Christmas, Baby (Verve Records)
- 2013 - Time (Capitol Records)
- 2015 - Another Country (Capitol Records)
- 2018 - Blood Red Roses (Republic Records)
- 2021 - The Tears of Hercules (Rhino Records)
- 2024 - Swing Fever (con Jools Holland) (Warner Records)

## Album dal vivo
- 1974 - Coast to Coast: Overture and Beginners (Mercury Records/Warner Bros.) - attribuito a Rod Stewart e ai Faces
- 1982 - Absolutely Live (Warner Bros.)
- 1993 - Unplugged ...and Seated (Warner Bros.)
- 2014 - Live 1976–1998: Tonight's the Night (Rhino)

## Raccolte
- 1973 - Sing it Again Rod (Mercury Records)
- 1976 - The Best of Rod Stewart (Mercury Records)
- 1977 - The Best of Rod Stewart Vol. 2 (Mercury Records)
- 1979 - Greatest Hits, Vol. 1 (Warner Bros.)
- 1989 - The Best of Rod Stewart (Warner Bros.) con un inedito
- 1989 - Storyteller - The Complete Anthology: 1964-1990 (Warner Bros.)
- 1990 - Downtown Train - Selections from the Storyteller Anthology (Warner Bros.)
- 1992 - The Mercury Anthology (Mercury Records)
- 1993 - Lead Vocalist (Warner Bros.)
- 1996 - If We Fall in Love Tonight (Warner Bros.)
- 1999 - Reasons to Believe (Spectrum Music)
- 2001 - A Little Misunderstood, The Sixties Sessions (Yeaah! Records)
- 2001 - The Story So Far: The Very Best of Rod Stewart (Warner Bros.)
- 2002 - Reason to Believe: The Complete Mercury Studio Recordings (Spectrum Music)
- 2003 - Encore: The Very Best Of – Vol. 2 (Warner Bros.)
- 2003 - Changing Faces – The Very Best of Rod Stewart & The Faces: The Definitive Collection 1969–1974 - attribuito a Rod Stewart e ai Faces (Universal)
- 2005 - Gold (Mercury Records)
- 2006 - The Very Best of Rod Stewart (Mercury Records)
- 2007 - The Seventies Collection (Universal)
- 2007 - The Complete American Songbook – Volumes I, II, III & IV (J Records)
- 2008 - The Definitive Rod Stewart (Warner Bros., Rhino Records)
- 2009 - The Rod Stewart Sessions 1971–1998 (Warner Bros.)
- 2011 - The Best Of... The Great American Songbook (J Records)
- 2013 - Rarities (Mercury Records)
- 2018 - Handbags & Gladrags: The Essential (Spectrum Music)
- 2019 - You're in My Heart: Rod Stewart with the Royal Philharmonic Orchestra (Rhino Records)
- 2021 - Cupid (Rhino Records)

## Singoli

### Anni '60/'70
| Anno                                                                                         | Singolo | Posizione | Posizione | Posizione | Posizione | Posizione | Posizione | Posizione | Posizione | Posizione | Posizione | Posizione | Certificazioni           | Album                                   |
| Anno                                                                                         | Singolo | UK        | AUS       | CAN       | GER       | IRL       | NLD       | NZL       | SWE       | SWI       | USA       | USA AC    | Certificazioni           | Album                                   |
| -------------------------------------------------------------------------------------------- | --- | --------- | --------- | --------- | --------- | --------- | --------- | --------- | --------- | --------- | --------- | --------- | ------------------------ | --------------------------------------- |
| 1964                                                                                         | Good Morning Little Schoolgirl/I'm Gonna Move to the Outskirts of Town                                                                                               | —         | —         | —         | —         | —         | —         | —         | —         | —         | —         | —         |                          | /                                       |
| 1965                                                                                         | The Day Will Come/Why Does It Go On | —         | —         | —         | —         | —         | —         | —         | —         | —         | —         | —         |                          | /                                       |
| 1966                                                                                         | Shake/I Just Got Some | —         | —         | —         | —         | —         | —         | —         | —         | —         | —         | —         |                          | /                                       |
| 1968                                                                                         | Little Miss Understood/So Much to Say | —         | —         | —         | —         | —         | —         | —         | —         | —         | —         | —         |                          | /                                       |
| 1969                                                                                         | Street Fighting Man | —         | —         | —         | —         | —         | —         | —         | —         | —         | —         | —         |                          | An Old Raincoat Won't Ever Let You Down |
| 1970                                                                                         | It's All Over Now | —         | —         | —         | —         | —         | —         | —         | —         | —         | 126       | —         |                          | Gasoline Alley                          |
| 1971                                                                                         | Reason to Believe/ Maggie May 1 | 1         | 1         | 24 1      | 11        | 2         | 3         | —         | —         | 5         | 1         | —         | - USA: Oro               | Every Picture Tells a Story             |
| 1971                                                                                         | Every Picture Tells a Story/Reason to Believe (Spagna) | —         | —         | —         | —         | —         | —         | —         | —         | —         | —         | —         |                          | Every Picture Tells a Story             |
| 1971                                                                                         | (I Know) I'm Losing You | —         | 66        | 4         | 41        | —         | 14        | —         | —         | —         | 24        | —         |                          | Every Picture Tells a Story             |
| 1971                                                                                         | Dirty Old Town | —         | —         | —         | —         | —         | —         | —         | —         | —         | —         | —         |                          | An Old Raincoat Won't Ever Let You Down |
| 1972                                                                                         | Handbags and Gladrags | —         | 69        | —         | —         | —         | —         | —         | —         | —         | 42        | —         |                          | An Old Raincoat Won't Ever Let You Down |
| 1972                                                                                         | You Wear It Well | 1         | 13        | 7         | 35        | 2         | —         | —         | —         | —         | 13        | —         |                          | Never a Dull Moment                     |
| 1972                                                                                         | In a Broken Dream (con Python Lee Jackson) 2 | 3         | —         | —         | —         | —         | —         | —         | —         | —         | 56        | —         |                          | In a Broken Dream                       |
| 1972                                                                                         | Angel | 4         | —         | —         | 11        | —         | —         | —         | —         | —         | 40        | —         |                          | Never a Dull Moment                     |
| 1972                                                                                         | What's Made Milwaukee Famous (Has Made a Loser Out of Me) 3 | 4         | 71        | —         | 11        | —         | —         | —         | —         | —         | —         | —         |                          | Never a Dull Moment                     |
| 1973                                                                                         | I've Been Drinking (con The Jeff Beck Group) | 27        | —         | —         | —         | —         | —         | —         | —         | —         | —         | —         |                          | /                                       |
| 1973                                                                                         | Twistin' the Night Away | —         | 98        | —         | —         | —         | —         | —         | —         | —         | 59        | —         |                          | Never a Dull Moment                     |
| 1973                                                                                         | Oh! No Not My Baby | 6         | 57        | —         | —         | 8         | —         | —         | —         | —         | 59        | —         |                          | /                                       |
| 1974                                                                                         | Farewell/Bring It On Home to Me/You Send Me | 7         | 47        | —         | —         | 11        | —         | —         | —         | —         | —         | —         |                          | Smiler                                  |
| 1974                                                                                         | Mine for Me | —         | —         | —         | —         | —         | —         | —         | —         | —         | 91        | —         |                          | Smiler                                  |
| 1974                                                                                         | You Can Make Me Dance, Sing or Anything (Even Take the Dog for a Walk, Mend a Fuse, Fold Away the Ironing Board, or Any Other Domestic Shortcomings) (con i Faces) 4 | 12        | —         | —         | —         | —         | —         | —         | —         | —         | —         | —         |                          | Snakes and Ladders                      |
| 1975                                                                                         | Sailing 5 | 1         | 2         | —         | 4         | 1         | 1         | 3         | 13        | 2         | 58        | —         | - UK: Argento            | Atlantic Crossing                       |
| 1975                                                                                         | This Old Heart of Mine | 4         | 45        | —         | 41        | 3         | —         | —         | —         | —         | 83        | —         |                          | Atlantic Crossing                       |
| 1976                                                                                         | Tonight's the Night (Gonna Be Alright) | 5         | 3         | 1         | 26        | 6         | 5         | 2         | 7         | —         | 1         | 42        | - USA: Oro               | A Night on the Town                     |
| 1976                                                                                         | The Killing of Georgie (Part I and II) | 2         | 38        | 33        | 36        | —         | 25        | —         | —         | —         | 30        | —         |                          | A Night on the Town                     |
| 1976                                                                                         | Get Back | 11        | 29        | —         | 39        | —         | —         | 23        | 10        | —         | —         | —         |                          | All This and World War II [Soundtrack]  |
| 1976                                                                                         | Maggie May | 31        | —         | —         | —         | 13        | —         | —         | —         | —         | —         | —         |                          | The Best of Rod Stewart                 |
| 1977                                                                                         | I Don't Want to Talk About It 6 | 1         | 19        | —         | 1         | 4         | 1         | 2         | —         | —         | 46        | —         | - UK: Argento            | Atlantic Crossing                       |
| 1977                                                                                         | The First Cut Is the Deepest 6 | 1         | —         | 11        | 1         | 4         | 1         | 5         | —         | —         | 21        | 43        | - UK: Argento            | A Night on the Town                     |
| 1977                                                                                         | You're in My Heart (The Final Acclaim) | 3         | 1         | 1         | —         | 2         | 8         | 2         | —         | —         | 4         | 17        | - UK: Argento - USA: Oro | Foot Loose & Fancy Free                 |
| 1977                                                                                         | You're Insane | —         | —         | —         | —         | —         | —         | —         | —         | —         | —         | —         |                          | Foot Loose & Fancy Free                 |
| 1978                                                                                         | Hot Legs | 5         | 42        | —         | 4         | 4         | 8         | 31        | —         | —         | 28        | —         | - UK: Argento            | Foot Loose & Fancy Free                 |
| 1978                                                                                         | I Was Only Joking | 5         | —         | 35        | 4         | 4         | 8         | 56        | —         | —         | 22        | 31        | - UK: Argento            | Foot Loose & Fancy Free                 |
| 1978                                                                                         | Ole Ola (Mulher Brasileira) (con la Nazionale scozzese di calcio del 1978)                                                                                           | 4         | 44        | —         | —         | —         | —         | —         | —         | —         | —         | —         |                          | /                                       |
| 1978                                                                                         | Da Ya Think I'm Sexy? | 1         | 1         | 1         | 9         | 5         | 6         | 2         | 11        | 8         | 1         | —         | - UK: Oro - USA: Platino | Blondes Have More Fun                   |
| 1979                                                                                         | Ain't Love a Bitch | 11        | 44        | —         | 4         | 5         | 29        | —         | —         | —         | 22        | —         | - UK: Argento            | Blondes Have More Fun                   |
| 1979                                                                                         | Blondes (Have More Fun) | 63        | —         | —         | —         | 23        | —         | —         | —         | —         | —         | —         |                          | Blondes Have More Fun                   |
| "—" indica una registrazione non presente in classifica o non pubblicata in quel dato Paese. | |           |           |           |           |           |           |           |           |           |           |           |                          |                                         |

### Anni '80
| Anno                                                                                         | Singolo                                                                         | Posizione | Posizione | Posizione | Posizione | Posizione | Posizione | Posizione | Posizione | Posizione | Posizione | Posizione | Posizione | Album                                 |
| Anno                                                                                         | Singolo                                                                         | UK        | AUS       | CAN       | GER       | IRL       | NLD       | NZL       | SWE       | SWI       | USA       | USA AC    | USA Main. | Album                                 |
| -------------------------------------------------------------------------------------------- | ------------------------------------------------------------------------------- | --------- | --------- | --------- | --------- | --------- | --------- | --------- | --------- | --------- | --------- | --------- | --------- | ------------------------------------- |
| 1980                                                                                         | (If Loving You Is Wrong) I Don't Want to Be Right                               | 23        | —         | —         | —         | —         | —         | —         | —         | —         | —         | —         | —         | Foot Loose & Fancy Free               |
| 1980                                                                                         | Passion                                                                         | 17        | 16        | 2         | 13        | 16        | 5         | 7         | 5         | 4         | 5         | —         | —         | Foolish Behaviour                     |
| 1980                                                                                         | My Girl                                                                         | 32        | —         | —         | —         | 21        | 41        | 42        | —         | —         | —         | —         | —         | Foolish Behaviour                     |
| 1981                                                                                         | Somebody Special                                                                | —         | —         | —         | —         | —         | —         | —         | —         | —         | 71        | —         | —         | Foolish Behaviour                     |
| 1981                                                                                         | Gi' Me Wings                                                                    | —         | —         | —         | —         | —         | —         | —         | —         | —         | —         | —         | 45        | Foolish Behaviour                     |
| 1981                                                                                         | Oh God, I Wish I Was Home Tonight                                               | —         | —         | —         | 74        | —         | —         | —         | 4         | —         | —         | —         | —         | Foolish Behaviour                     |
| 1981                                                                                         | Tonight I'm Yours (Don't Hurt Me)                                               | 8         | 6         | 2         | 50        | 8         | 16        | —         | 10        | 9         | 20        | —         | 29        | Tonight I'm Yours                     |
| 1981                                                                                         | Young Turks                                                                     | 11        | 3         | 2         | 30        | 9         | 14        | 19        | —         | —         | 5         | —         | 23        | Tonight I'm Yours                     |
| 1982                                                                                         | How Long                                                                        | 41        | —         | —         | 2         | 6         | —         | —         | —         | —         | 49        | 5         | —         | Tonight I'm Yours                     |
| 1982                                                                                         | Jealous                                                                         | —         | —         | —         | —         | —         | —         | —         | —         | —         | —         | —         | 44        | Tonight I'm Yours                     |
| 1982                                                                                         | Just Like a Woman                                                               | —         | —         | —         | —         | —         | —         | —         | —         | —         | —         | —         | —         | Tonight I'm Yours                     |
| 1982                                                                                         | Tora, Tora, Tora (Out with the Boys)                                            | —         | —         | —         | —         | —         | —         | —         | —         | —         | —         | —         | 38        | Tonight I'm Yours                     |
| 1982                                                                                         | The Great Pretender (live)                                                      | —         | —         | —         | —         | —         | —         | —         | —         | —         | —         | —         | —         | Absolutely Live                       |
| 1982                                                                                         | Guess I'll Always Love You (live)                                               | —         | 60        | —         | —         | —         | —         | —         | —         | —         | —         | —         | 21        | Absolutely Live                       |
| 1982                                                                                         | I Don't Want to Talk About It (live) 6                                          | —         | —         | —         | 7         | —         | —         | —         | —         | —         | —         | —         | —         | Absolutely Live                       |
| 1983                                                                                         | Baby Jane                                                                       | 1         | 10        | 13        | 1         | 1         | 9         | 14        | 3         | 2         | 14        | —         | —         | Body Wishes                           |
| 1983                                                                                         | What Am I Gonna Do (I'm So In Love with You)                                    | 3         | 68        | —         | 9         | 2         | 31        | —         | —         | 3         | 35        | —         | —         | Body Wishes                           |
| 1983                                                                                         | Sweet Surrender                                                                 | 23        | —         | —         | 42        | 14        | —         | —         | —         | 21        | —         | —         | —         | Body Wishes                           |
| 1984                                                                                         | Infatuation                                                                     | 27        | 32        | 15        | 27        | 12        | 36        | —         | 13        | 16        | 6         | —         | 5         | Camouflage                            |
| 1984                                                                                         | Some Guys Have All the Luck                                                     | 95        | 16        | 58        | 11        | —         | —         | —         | —         | 10        | 3         | 27        |           | Camouflage                            |
| 1984                                                                                         | All Right Now                                                                   | —         | —         | —         | —         | —         | —         | —         | —         | —         | 72        | —         | —         | Camouflage                            |
| 1984                                                                                         | Trouble                                                                         | 95        | —         | —         | —         | —         | —         | —         | —         | —         | —         | —         | —         | Camouflage                            |
| 1985                                                                                         | People Get Ready (con Jeff Beck)                                                | —         | 23        | —         | —         | —         | —         | 35        | 15        | 24        | 48        | —         | 5         | Flash                                 |
| 1986                                                                                         | Love Touch                                                                      | 27        | 12        | 7         | 14        | 8         | —         | 17        | 11        | 13        | 6         | 5         | 26        | Every Beat of My Heart                |
| 1986                                                                                         | Every Beat of My Heart                                                          | 2         | 26        | —         | 14        | 2         | 11        | 32        | —         | 11        | 83        | —         | —         | Every Beat of My Heart                |
| 1986                                                                                         | Another Heartache                                                               | 54        | —         | —         | —         | 24        | —         | —         | —         | —         | 52        | —         | 45        | Every Beat of My Heart                |
| 1986                                                                                         | In My Life                                                                      | 80        | —         | —         | —         | —         | —         | —         | —         | —         | —         | —         | —         | Every Beat of My Heart                |
| 1987                                                                                         | Twistin' the Night Away (versione del 1987)                                     | —         | 27        | —         | —         | —         | —         | —         | —         | —         | 80        | —         | —         | Colonna sonora di Salto nel buio      |
| 1988                                                                                         | Lost in You                                                                     | 21        | 22        | —         | 25        | 14        | 34        | —         | —         | 30        | 12        | —         | 3         | Out of Order                          |
| 1988                                                                                         | Forever Young                                                                   | 57        | —         | 5         | —         | —         | —         | 46        | —         | —         | 12        | 3         | 13        | Out of Order                          |
| 1988                                                                                         | My Heart Can't Tell You No                                                      | 49        | —         | —         | —         | 2         | —         | 1         | —         | —         | 4         | 3         | 50        | Out of Order                          |
| 1989                                                                                         | Crazy About Her                                                                 | —         | —         | —         | 60        | 4         | 10        | 3         | 4         | 1         | 11        | 2         | —         | Out of Order                          |
| 1989                                                                                         | Dynamite                                                                        | —         | —         | —         | —         | —         | —         | —         | —         | —         | —         | —         | 16        | Out of Order                          |
| 1989                                                                                         | This Old Heart of Mine (Is Weak for You) (versione del 1989) (con Ronald Isley) | 51        | 94        | —         | 51        | 25        | 49        | —         | —         | —         | 10        | 1         | —         | Storyteller / The Best of Rod Stewart |
| 1989                                                                                         | Downtown Train                                                                  | 10        | 29        | —         | 39        | 13        | 42        | 30        | —         | —         | 3         | 1         | 1         | Storyteller / The Best of Rod Stewart |
| "—" indica una registrazione non presente in classifica o non pubblicata in quel dato Paese. |                                                                                 |           |           |           |           |           |           |           |           |           |           |           |           |                                       |

### Anni '90
| Anno                                                                                         | Singolo                                                       | Posizione | Posizione | Posizione | Posizione | Posizione | Posizione | Posizione | Posizione | Posizione | Posizione | Posizione | Certificazioni | Album                                        |
| Anno                                                                                         | Singolo                                                       | UK        | AUS       | CAN       | GER       | IRL       | NLD       | NZL       | SWE       | SWI       | USA       | USA AC    | Certificazioni | Album                                        |
| -------------------------------------------------------------------------------------------- | ------------------------------------------------------------- | --------- | --------- | --------- | --------- | --------- | --------- | --------- | --------- | --------- | --------- | --------- | -------------- | -------------------------------------------- |
| 1990                                                                                         | I Don't Want to Talk About It (reincisione) 6                 | —         | —         | —         | —         | —         | —         | —         | —         | —         | 2         | —         |                | Storyteller                                  |
| 1990                                                                                         | It Takes Two (con Tina Turner)                                | 5         | 16        | 22        | 4         | 3         | 19        | 11        | 10        | —         | —         | —         |                | Vagabond Heart                               |
| 1991                                                                                         | Rhythm of My Heart                                            | 3         | 2         | 4         | 1         | 21        | 6         | 17        | 9         | 5         | 2         | 13        |                | Vagabond Heart                               |
| 1991                                                                                         | The Motown Song (feat. The Temptations)                       | 10        | 26        | 21        | 2         | —         | 23        | 11        | —         | 10        | 3         | —         |                | Vagabond Heart                               |
| 1991                                                                                         | Broken Arrow                                                  | 54        | 63        | 71        | 21        | —         | 26        | —         | —         | 20        | 3         | —         |                | Vagabond Heart                               |
| 1991                                                                                         | Rebel Heart                                                   | —         | —         | —         | —         | —         | —         | —         | —         | —         | —         | 17        |                | Vagabond Heart                               |
| 1991                                                                                         | You Are Everything                                            | —         | —         | —         | —         | —         | —         | —         | —         | —         | —         | —         |                | Vagabond Heart                               |
| 1991                                                                                         | My Town (Glass Tiger feat. Rod Stewart)                       | 34        | —         | —         | —         | —         | —         | —         | —         | —         | —         | —         |                | Simple Mission                               |
| 1992                                                                                         | People Get Ready (versione del 1992) (con Jeff Beck)          | 49        | —         | —         | —         | —         | —         | —         | —         | —         | —         | —         |                | Storyteller                                  |
| 1992                                                                                         | Your Song                                                     | 41        | —         | —         | —         | 60        | —         | —         | —         | 41        | 6         | —         |                | Two Rooms (tributo ad Elton John)            |
| 1992                                                                                         | Broken Arrow                                                  | 41        | —         | —         | —         | 60        | —         | —         | —         | —         | —         | —         |                | Vagabond Heart                               |
| 1992                                                                                         | Tom Traubert's Blues (Waltzing Matilda)                       | 6         | 61        | 18        | 4         | 4         | 40        | 39        | 9         | —         | —         | —         |                | Lead Vocalist                                |
| 1993                                                                                         | Ruby Tuesday                                                  | 11        | —         | 57        | 19        | 21        | —         | —         | —         | —         | —         | —         |                | Lead Vocalist                                |
| 1993                                                                                         | Shotgun Wedding                                               | 21        | —         | —         | —         | —         | —         | —         | —         | —         | —         | —         |                | Lead Vocalist                                |
| 1993                                                                                         | Have I Told You Lately (live)                                 | 5         | 12        | 59        | 13        | —         | 41        | 39        | —         | 5         | 1         | —         | - USA: Oro     | Unplugged...and Seated                       |
| 1993                                                                                         | Reason to Believe (live)                                      | 51        | —         | 79        | —         | —         | —         | —         | —         | 19        | 2         | —         |                | Unplugged...and Seated                       |
| 1993                                                                                         | People Get Ready (live)                                       | 45        | —         | —         | —         | —         | —         | —         | —         | —         | —         | —         |                | Unplugged...and Seated                       |
| 1993                                                                                         | Cut Across Shorty (live)                                      | —         | —         | —         | —         | —         | —         | —         | —         | —         | —         | 16        |                | Unplugged...and Seated                       |
| 1993                                                                                         | All for Love (con Bryan Adams e Sting)                        | 2         | 1         | 1         | 1         | 3         | 5         | 1         | 1         | 1         | —         | —         | - USA: Platino | Colonna sonora de I tre moschettieri         |
| 1993                                                                                         | Having a Party (live)                                         | —         | —         | —         | —         | —         | —         | —         | —         | 36        | 6         | —         |                | Unplugged...and Seated                       |
| 1995                                                                                         | You're the Star                                               | 19        | —         | 53        | —         | —         | 42        | —         | 30        | —         | —         | —         |                | A Spanner in the Works                       |
| 1995                                                                                         | Leave Virginia Alone                                          | —         | 53        | —         | —         | —         | —         | —         | —         | 52        | 10        | —         |                | A Spanner in the Works                       |
| 1995                                                                                         | Lady Luck                                                     | 56        | —         | 65        | —         | —         | —         | —         | —         | —         | —         | —         |                | A Spanner in the Works                       |
| 1995                                                                                         | This                                                          | —         | —         | —         | —         | —         | —         | —         | —         | —         | 33        | —         |                | A Spanner in the Works                       |
| 1996                                                                                         | So Far Away                                                   | —         | —         | 74        | —         | —         | —         | —         | —         | —         | 2         | —         |                | Tapestry Revisited: A Tribute to Carole King |
| 1996                                                                                         | Purple Heather (con la Nazionale scozzese di calcio del 1996) | 16        | —         | —         | —         | —         | —         | —         | —         | —         | —         | —         |                | A Spanner in the Works                       |
| 1996                                                                                         | If We Fall in Love Tonight                                    | 58        | —         | 70        | —         | —         | —         | —         | —         | 54        | 4         | —         |                | If We Fall in Love Tonight                   |
| 1997                                                                                         | When I Need You                                               | —         | —         | —         | —         | —         | —         | —         | —         | —         | —         | —         |                | If We Fall in Love Tonight                   |
| 1997                                                                                         | Da Ya Think I'm Sexy? (N-Trance feat. Rod Stewart)            | 7         | 3         | 15        | 10        | 23        | 1         | 15        | 21        | —         | —         | —         |                | Happy Hour                                   |
| 1998                                                                                         | Ooh La La                                                     | 16        | —         | 73        | —         | 92        | —         | —         | —         | 39        | 3         | —         |                | When We Were the New Boys                    |
| 1998                                                                                         | Cigarettes and Alcohol                                        | —         | —         | —         | —         | —         | —         | —         | —         | —         | —         | 13        |                | When We Were the New Boys                    |
| 1998                                                                                         | Rocks                                                         | 55        | —         | —         | —         | —         | —         | —         | —         | —         | —         | 31        |                | When We Were the New Boys                    |
| 1998                                                                                         | When We Were the New Boys                                     | —         | —         | 75        | —         | —         | —         | —         | —         | —         | —         | —         |                | When We Were the New Boys                    |
| 1998                                                                                         | Superstar                                                     | —         | —         | —         | —         | —         | —         | —         | —         | —         | —         | —         |                | When We Were the New Boys                    |
| 1999                                                                                         | Faith of the Heart                                            | 60        | —         | —         | —         | 99        | —         | —         | —         | —         | 3         | —         |                | Colonna sonora di Patch Adams                |
| "—" indica una registrazione non presente in classifica o non pubblicata in quel dato Paese. |                                                               |           |           |           |           |           |           |           |           |           |           |           |                |                                              |

### Anni '00
| 2000                                                                                         | Run Back Into Your Arms                       | —  | —  | 74 | —  | —  | — | —  | Human                                                        |
| 2001                                                                                         | I Can't Deny It                               | 26 | 89 | —  | 90 | 36 | — | 18 | Human                                                        |
| 2001                                                                                         | Don't Come Around Here (con Helicopter Girl)  | 79 | —  | —  | —  | —  | — | 30 | Human                                                        |
| 2002                                                                                         | These Foolish Things                          | —  | —  | —  | —  | —  | — | 13 | It Had to Be You: the Great American Songbook                |
| 2003                                                                                         | They Can't Take That Away from Me             | —  | —  | —  | —  | —  | — | 27 | It Had to Be You: the Great American Songbook                |
| 2003                                                                                         | Bewitched, Bothered and Bewildered (con Cher) | —  | —  | —  | —  | —  | — | 17 | As Time Goes By: the Great American Songbook Volume II       |
| 2003                                                                                         | I Only Have Eyes for You (con Ana Belén)      | —  | —  | —  | —  | —  | — | —  | As Time Goes By: the Great American Songbook Volume II       |
| 2004                                                                                         | Time After Time                               | —  | —  | —  | —  | —  | — | 21 | As Time Goes By: the Great American Songbook Volume II       |
| 2004                                                                                         | Smile                                         | —  | —  | —  | —  | —  | — | —  | As Time Goes By: the Great American Songbook Volume II       |
| 2004                                                                                         | What a Wonderful World (con Stevie Wonder)    | —  | —  | —  | 85 | —  | — | 13 | Stardust: The Great American Songbook Volume III             |
| 2004                                                                                         | Baby, It's Cold Outside (con Dolly Parton)    | —  | —  | —  | —  | —  | — | 2  | Stardust: The Great American Songbook Volume III             |
| 2005                                                                                         | Blue Moon (con Eric Clapton)                  | —  | —  | —  | —  | —  | — | 23 | Stardust: the Great American Songbook III                    |
| 2005                                                                                         | I've Got a Crush on You (con Diana Ross)      | —  | —  | —  | —  | —  | — | 19 | Thanks for the Memory: The Great American Songbook Volume IV |
| 2005                                                                                         | I've Got My Love to Keep Me Warm              | —  | —  | —  | —  | —  | — | 22 | Thanks for the Memory: The Great American Songbook Volume IV |
| 2006                                                                                         | Have You Ever Seen the Rain?                  | —  | —  | —  | —  | —  | — | 6  | Still the Same... Great Rock Classics of Our Time            |
| 2007                                                                                         | Fooled Around and Fell in Love                | —  | —  | —  | —  | —  | — | 13 | Still the Same... Great Rock Classics of Our Time            |
| 2007                                                                                         | It's a Heartache                              | —  | —  | —  | —  | —  | — | —  | Still the Same... Great Rock Classics of Our Time            |
| 2009                                                                                         | It's the Same Old Song                        | —  | —  | —  | —  | —  | — | —  | Soulbook                                                     |
| "—" indica una registrazione non presente in classifica o non pubblicata in quel dato Paese. |                                               |    |    |    |    |    |   |    |                                                              |

### Anni '10
| 2010                                                                                         | My Cherie Amour (con Stevie Wonder)                       | —   | —  | —  | — | —  | —  | —  | Soulbook                                                   |
| 2010                                                                                         | Everybody Hurts                                           | 1   | 28 | 16 | — | 17 | —  | —  | /                                                          |
| 2010                                                                                         | I've Got You Under My Skin                                | —   | —  | —  | — | —  | —  | —  | Fly Me to the Moon... The Great American Songbook Volume V |
| 2010                                                                                         | Beyond the Sea                                            | —   | —  | —  | — | —  | —  | —  | Fly Me to the Moon... The Great American Songbook Volume V |
| 2012                                                                                         | Let It Snow! Let It Snow! Let It Snow!                    | —   | —  | —  | — | —  | —  | 1  | Merry Christmas, Baby                                      |
| 2012                                                                                         | Merry Christmas Baby (con Cee Lo Green e Trombone Shorty) | 111 | —  | —  | — | —  | —  | 18 | Merry Christmas, Baby                                      |
| 2012                                                                                         | Winter Wonderland (con Michael Bublé)                     | —   | —  | —  | — | —  | —  | 26 | Merry Christmas, Baby                                      |
| 2012                                                                                         | We Three Kings (con Mary J. Blige)                        | —   | —  | —  | — | —  | —  | —  | Merry Christmas, Baby                                      |
| 2012                                                                                         | Have Yourself a Merry Little Christmas                    | 51  | —  | —  | — | —  | —  | 28 | Merry Christmas, Baby                                      |
| 2013                                                                                         | She Makes Me Happy                                        | —   | —  | —  | — | —  | —  | 12 | Time                                                       |
| 2013                                                                                         | It's Over                                                 | 91  | —  | —  | — | —  | —  | —  | Time                                                       |
| 2013                                                                                         | Brighton Beach                                            | —   | —  | —  | — | —  | —  | —  | Time                                                       |
| 2013                                                                                         | Can't Stop Me Now                                         | 199 | —  | —  | — | —  | —  | 22 | Time                                                       |
| 2013                                                                                         | Forever Young [A]                                         | 55  | —  | —  | — | —  | —  | —  | Time - Special Edition                                     |
| 2014                                                                                         | Beautiful Morning                                         | —   | —  | —  | — | —  | —  | —  | Time                                                       |
| 2015                                                                                         | Everyday (con ASAP Rocky, Miguel e Mark Ronson)           | 56  | 49 | —  | — | —  | 92 | —  | At. Long. Last. ASAP                                       |
| 2015                                                                                         | Love Is                                                   | —   | —  | —  | — | —  | —  | 37 | Another Country                                            |
| 2015                                                                                         | Please                                                    | —   | —  | —  | — | —  | —  | —  | Another Country                                            |
| 2017                                                                                         | Da Ya Think I'm Sexy? (feat. DNCE)                        | —   | —  | —  | — | —  | —  | 11 | /                                                          |
| 2018                                                                                         | Didn't I                                                  | —   | —  | —  | — | —  | —  | 10 | Blood Red Roses                                            |
| 2018                                                                                         | Look in Her Eyes                                          | —   | —  | —  | — | —  | —  | —  | Blood Red Roses                                            |
| "—" indica una registrazione non presente in classifica o non pubblicata in quel dato Paese. |                                                           |     |    |    |   |    |    |    |                                                            |

### Anni '20
| 2021                                                                                         | One More Time                                 | — | — | — | — | — | — | 19 | The Tears of Hercules |
| 2021                                                                                         | Hold On                                       | — | — | — | — | — | — | —  | The Tears of Hercules |
| 2021                                                                                         | I Can't Imagine                               | — | — | — | — | — | — | —  | The Tears of Hercules |
| 2023                                                                                         | Almost Like Being In Love (con Jools Holland) | — | — | — | — | — | — | —  | Swing Fever           |
| "—" indica una registrazione non presente in classifica o non pubblicata in quel dato Paese. |                                               |   |   |   |   |   |   |    |                       |

Note:
* [A] Presente anche in album precedenti.
1 Sebbene Reason to Believe fosse il lato A, il singolo fu elencato nelle classifiche britanniche come Maggie May/Reason to Believe.

2 In a Broken Dream fu accreditata a Python Lee Jackson e pubblicata come singolo alla fine del 1969. Tuttavia, il singolo non entrò in classifica nel Regno Unito fino al 1972.

3 What's Made Milwaukee Famous (Has Made a Loser Out of Me) fu pubblicata come doppio lato A con Angel in Regno Unito e Irlanda.

4 You Can Make Me Dance... fu accreditata a Rod Stewart/Faces, almeno in Regno Unito.

5 Sailing fu usata nel 1976 come colonna sonora della serie-documentario BBC Sailor sulla HMS Ark Royal, e quando fu successivamente ri-pubblicata raggiunse la posizione n. 3 nella Official Singles Chart. Nel 1987, il brano entrò di nuovo in classifica nel Regno Unito poiché fu ri-pubblicata come singolo di beneficenza dopo il disastro del traghetto Herald of Free Enterprise.

6 The First Cut Is the Deepest e I Don't Want to Talk About It furono pubblicate come doppio lato A in Regno Unito nel 1977. A livello internazionale la prima fu pubblicata nel 1977 e la seconda nel 1979. Tuttavia, una nuova versione di I Don't Want to Talk About It, inclusa nell'antologia di Stewart Storyteller, raggiunse la posizione n. 2 nella classifica Adult Contemporary di Billboard nel 1990.